# 오래된 TV
《오래된 TV》는 매주 토요일 밤 11시에 KBS 1TV로 방송되었던 한국방송공사의 텔레비전 프로그램이다.

## 기획 의도
한국전쟁 후 50-60년대가 한국경제의 융성기였다면 경제성장을 기반으로한 70-80년대는 자본주의 한국문화의 씨앗이 자란 발원지이다. 현재 한국사회가 향유하고 있는 각종 문화의 뿌리로써의 70-80문화~~ 오래된 TV는 당시의 문화를 미시적이고 입체적으로 회고해 봄으로써 풋풋한 향수는 물론 30여년에 걸쳐 자라온 현시대 한국문화의 변천사를 되짚어볼 것이다.

## 방송 시간
| 방송 채널 | 방송 기간                          | 방송 시간                              |
| --------- | ---------------------------------- | -------------------------------------- |
| KBS 1TV   | 2005년 10월 31일 ~ 2006년 7월 10일 | 매주 월요일 밤 11시 40분 ~ 12시 (20분) |
| KBS 1TV   | 2006년 7월 22일 ~ 2006년 11월 18일 | 매주 토요일 밤 11시 ~ 11시 20분 (20분) |

## 내레이션
- 김상현

## 제작방향
1. 문화와 사람, 시대와 문화의 상관관계를 밝히는 문화다큐
2. 미시적이고 마이크로한 문화의 한단면에 대한 입체적 재조명
3. 지루한 ‘품위’보다는 풋풋한 ‘공감’이 살아있는 대중주의 문화다큐

## 제작형식
ALL ENG (BETACAM+6mm)

## 구성포인트

### ① 신나고 찐~~한 회고
툭 건드리기만 하면 터져 나오는 그 시대를 살던 청소년들의 영원한 화두 7080문화.  지금 사는 것이야 어쨌든, 기억속의 ‘나’는 모두가 주연배우였다. 아... 그 시절.... 개인, 혹은 집단이 회고하는 80년대의 추억, 경험담...!!

### ② 당시 그 문화의 이면엔....그때 그런비밀이 있었을 줄이야....
당시로서는 알려지지 않았거나 그 문화에 취해 미쳐 눈돌리지 못했던 시대의 속살. 숨겨진 이면을 알아봄으로써 ‘추억의 완성’을 추구한다

### ③ 문화와 사회, 사건과 사고 혹은 헤프닝
그 문화가 몰고온 우리사회의 단면들....그것으로 인한 사건과 사고의 연발. 문화의 사회적 재고찰. 당시 그 문화와 관련한 영상자료, 사진자료 ----> 향수의 극대화